# Distretto di Aplao
Il distretto di Aplao è uno dei quattordici distretti della provincia di Castilla, in Perù. Si trova nella regione di Arequipa e si estende su una superficie di 640,04 chilometri quadrati.

Ha per capitale la città di Aplao e contava 9.015 abitanti al censimento 2005.